# Порт Ломоносов
По́рт Ломоно́сов — пассажирский и грузовой порт на южном берегу Невской губы Финского залива в городе Ломоносов (Петродворцовый район Санкт-Петербурга).

## История
- Спасательная станция в Кронштадтской гавани
- Стоянка для яхт

## Описание
Гавань порта защищена от открытой водной акватории двумя молами. Связь с Санкт-Петербургским морским каналом осуществляется посредством Ломоносовского подходного канала протяженностью 17 километров, шириной 70 м и глубиной, допускающей прохождение судов с осадкой до 7,0 м.
В порту действует портово-технологический комплекс «Ораниенбаум», включающий причалы № 22, 23, 27 и 28 общей протяжённостью около 500 м и глубиной подхода до 7,0 м. Для осуществления грузовых работ используются плавучие, гусеничные и автомобильные краны грузоподъемностью до 25 тонн и автопогрузчики. Общая площадь крытых складских помещений достигает 1200 м², открытых — 8500 м².
По состоянию на 2009 год основу грузооборота порта составляют лесные грузы. Перерабатываются также удобрения в таре и металлы. Ведётся строительство нового грузового терминала (Ломоносовский грузовой терминал), который позволит значительно увеличить объём пропускаемых грузов.
Военная гавань используется для базирования военных и гидрографических судов.
Обслуживается порт железнодорожными станциями Ораниенбаум II и Бронка Октябрьской железной дороги.